# John Buckland Wright
John Buckland Wright (Redroofs (Dunedin, Nieuw-Zeeland), 3 december 1897 - Londen, 27 september 1954) was een grafisch kunstenaar en houtgraveur die in 1929 via Jan Greshoff in aanraking kwam met de uitgever en typograaf Alexandre A.M. Stols, die zo zijn werk kon bewonderen op de tentoonstelling Les Xylographes Belges in Brussel. Vanaf John Keats' The collected sonnets, die in 1930 als zevende uitgave van The Halcyon Press zou verschijnen, heeft vooral Wright het gezicht van de uitgaven voor Stols vormgegeven. 
Vanuit Nieuw-Zeeland vestigde Buckland Wright zich later in Engeland. Hij studeerde geschiedenis in Oxford en architectuur in Londen. Toch was hij liever kunstenaar dan architect en vanaf 1921 woonde hij in België, waar hij werd verkozen als lid van de Gravure Originale Belge in 1925.
Buckland Wright illustreerde twee van de drie uitgaven van de Nederlandse uitgever en bibliofiel mr. Willem Henrik Emile (Emile) baron van der Borch van Verwolde (1910-1943).
John Buckland Wright speelde bij de Britse Golden Cockerel Press een belangrijke rol als illustrator. Onder andere maakte hij illustraties voor Omar Khayyams Rubáiyát (1938). Een Nederlandse versie van dit boek verscheen bij de illegale uitgeverij De Bezige Bij in 1943. Ook was Buckland Wright actief voor Nederlandse ex-librisverzamelaars voor wie hij een aantal ontwerpen heeft gemaakt.
Zie voor een overzicht van Wrights werkzaamheden voor Stols en voor hun relatie: Anthony Reid, A checklist of the book illustrations of John Buckland  Wright; en C. van Dijk, John Buckland Wright en Alexander A.M. Stols.